# Manie Maritz
Manie Maritz, noto anche con lo pseudonimo di Gerrit Maritz (Kimberley, 26 luglio 1876 – Pretoria, 20 dicembre 1940), è stato un generale britannico, ufficiale Boero durante la seconda guerra boera e Comandante della ribellione Boera del 1914 (nota anche come ribellione Maritz).
Negli anni '30 divenne uno dei più noti simpatizzanti nazisti del Sudafrica.

## Biografia

### Gioventù
Manie Maritz naque il 26 luglio 1876 a Kimberley e divenne un suddito della corona britannica. Fu battezzato Salomon come Gerhardus Maritz. Appena compì 19 anni si trasferì a Johannesburg e fu assunto come tassista da suo zio. Durante la spedizione di Jameson si offrì volontario a prestare servizio come guardia del forte di Johannesburg. Ciò gli consentì di diventare cittadino della Repubblica Sudafricana.

### La seconda guerra Boera
Allo scoppio della seconda guerra Boera Maritz si unì al commando di Boksburg e procedette verso il fronte del Natal. Successivamente si unì al corpo di ricognizione di Daniel Theron e partecipò all'invasione della Colonia del Capo. Riuscì ad penetrare nel deserto del Capo Nordoccidentale, Maritz affermò che Jan Smuts lo nominò veggeneraal ("generale combattente"). A quel tempo Deneys Reitz era nello staff del generale Jan Smuts. Reitz scrivette che Maritz era solo un "leader di varie bande ribelli".
Verso la fine della guerra Maritz ordinò l'uccisione di 35 persone di colore (Khoikhoi) in quello che divenne noto come il massacro di Leliefontein. Il massacro fu una rappresaglia per un attacco contro Maritz e il suo partito, quando si era recato a intervistare i missionari europei a Leilefontein. Gideon Scheepers e Breaker Morant furono processati dalla corte marziale e fucilati per crimini simili. Invece, Maritz è andato oltre il confine con l’Africa sudoccidentale tedesca. Quando fu stipulata la pace, i cittadini delle ex repubbliche boere furono obbligati a deporre le armi e firmare un giuramento di fedeltà al monarca britannico (al tempo il monarca britannico era Edoardo VII).

### Il periodo interbellico

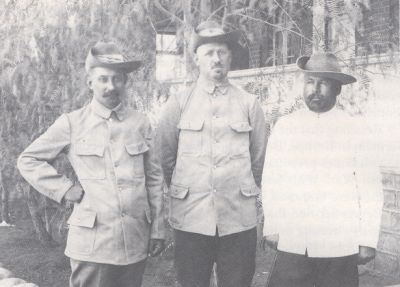
Manie Maritz insieme a Jan kemp.

Maritz fuggì in Europa poi in Madagascar e successivamente tornò in Europa. Quando tornò in Sud Africa, andò nel Transvaal, ma fu arrestato per essere entrato nella colonia, senza aver firmato il giuramento di fedeltà al re Giorgio V. In seguito viene scarcerato e si trasferisce nella provincia del Capo dove allevava cavalli. Quando la regione del Transvaal ricevette un governo responsabile, decise di trasferirsi lì e in seguito si unì alla polizia del Transvaal.

### Prima guerra mondiale e ribellione
Nel 1913, a Maritz fu offerto un incarico nella divisione dei cittadini attivi della Forza di difesa dell'Unione. Accettò e, dopo aver frequentato un corso di addestramento, fu nominato comandante dell'area militare confinante con l'Africa Tedesca del Sud-Ovest. Nell'agosto 1914 fu promosso tenente colonnello. Ci sono prove che abbia iniziato molto presto a collaborare con i tedeschi. Già nell'autunno del 1913 ebbe contatti con il governatore tedesco nello stato vicino.
Il 23 settembre 1914 a Maritz fu ordinato di avanzare in direzione del confine tedesco, per sostenere l'invasione dell'Unione nelle vicinanze di Sandfontein, dove una parte delle forze del tenente colonnello Lukin era bloccata ma rifiutò gli ordini e quindi gli fu chiesto di cedere il comando delle truppe a un altro ufficiale e di tornare a Pretoria, ma ancora una volta rifiutò gli ordini. Il 9 ottobre decise di ribellarsi e il giorno successivo occupò la città di Keimoes. Il 14 ottobre 1914 governo sudafricano dichiarò la legge marziale e ordinò al generale Jan Smuts di reprimere la rivolta. Poi il 22 ottobre fu ferito in uno scontro con le truppe governative e il 24 ottobre fu portato nell'Africa tedesca del Sud-Ovest.

### Il dopo guerra
Quando Maritz tornò in Sud Africa a guerra finita nel 1923 fu arrestato e accusato di alto tradimento. Fù giudicato colpevole e condannato a tre anni di reclusione. Quando il Partito Nazionale del generale Hertzog vinse le elezioni del 1924 venne rilasciato nonostante avesse scontato soltanto tre mesi in carcere. Durante gli anni '30, Maritz divenne un simpatizzante nazista ed era conosciuto come un sostenitore del Terzo Reich. Nel 1939 pubblicò la sua autobiografia intitolata My Lewe en Strewe (La mia vita e aspirazione). Le dichiarazioni antisemite contenute nel suo libro hanno portato alla sua accusa per istigare l'odio razziale. È stato dichiarato colpevole e multato di £ 75.

### Morte
Maritz morì in un incidente stradale a Pretoria nel 1940. Fu sepolto nel cimitero ovest di Pretoria.